# Raymond de Nîmes
Raymond de Nîmes (zm. 1176) – francuski kardynał i kanonista. Autor licznych glos do Decretum Gracjana, podpisanych jako Cardinalis.
Pochodził z Nîmes i w latach 1149-1158 był kanonikiem kapituły katedralnej w Beauvais. W tym okresie wielokrotnie był angażowany w rozwiązywanie problemów prawnych w Arles i Awinionie. Zyskał sławę wybitnego znawcy prawa rzymskiego i kanonicznego (uzyskał prestiżowy wówczas tytuł magistra). W marcu 1158 papież Hadrian IV mianował go kardynałem diakonem S. Maria in Via Lata. Podpisywał bulle Hadriana IV między 24 kwietnia 1158 a 12 maja 1159. W trakcie podwójnej papieskiej elekcji we wrześniu 1159 początkowo poparł antypapieża Wiktora IV i podpisał manifest w jego obronie z października 1159. Krótko po synodzie w Pawii (luty 1160) pojednał się z prawowitym papieżem Aleksandrem III, gdyż już w kwietniu tego roku jego imię pojawia się wśród sygnatariuszy manifestu jego zwolenników. Podpisywał bulle Aleksandra III między 6 maja 1162 a 3 sierpnia 1165. Następnie wycofał się do Montpellier, gdzie zmarł około 1176 roku.